# گندمیان

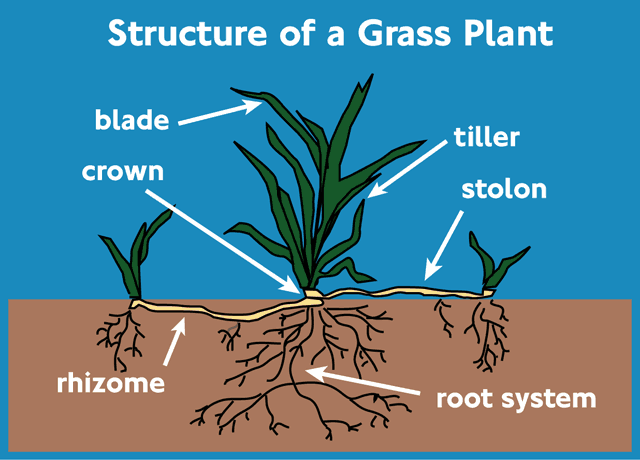
ساختار چمنیان

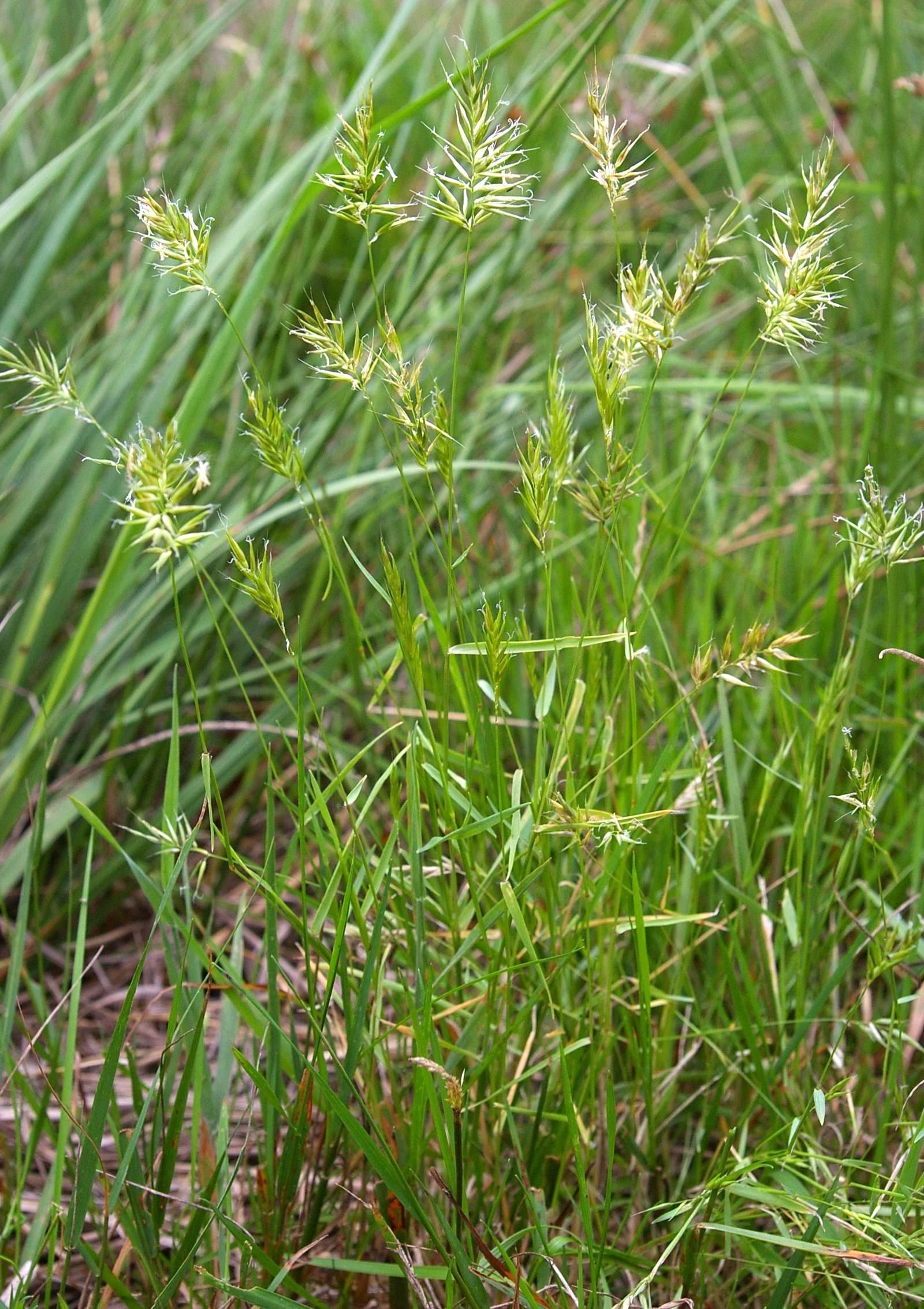
تیره چمنیان

چمنیان یا گندمیان یا تیره‌‌ی گندم تیره‌ای از گیاهان گل‌دار می‌باشند، گیاهان این خانواده به نام علف شناخته می‌شوند.
تخمین زده می‌شود که علف‌زارها و چمن‌زارها ۲۰ ٪ از پوشش گیاهی زمین را تشکیل می‌دهد.
چمنیان به عنوان مهم‌ترین خانواده گیاهی برای اقتصاد در نظر گرفته می‌شود که شامل دانه‌های خوراکی، غلات، چمن و علوفه برای دام‌ها است و همچنین از بامبو برای ساخت‌وساز در سراسر شرق آسیا و کشورهای جنوب آفریقا استفاده می‌شود.

## نگارخانه

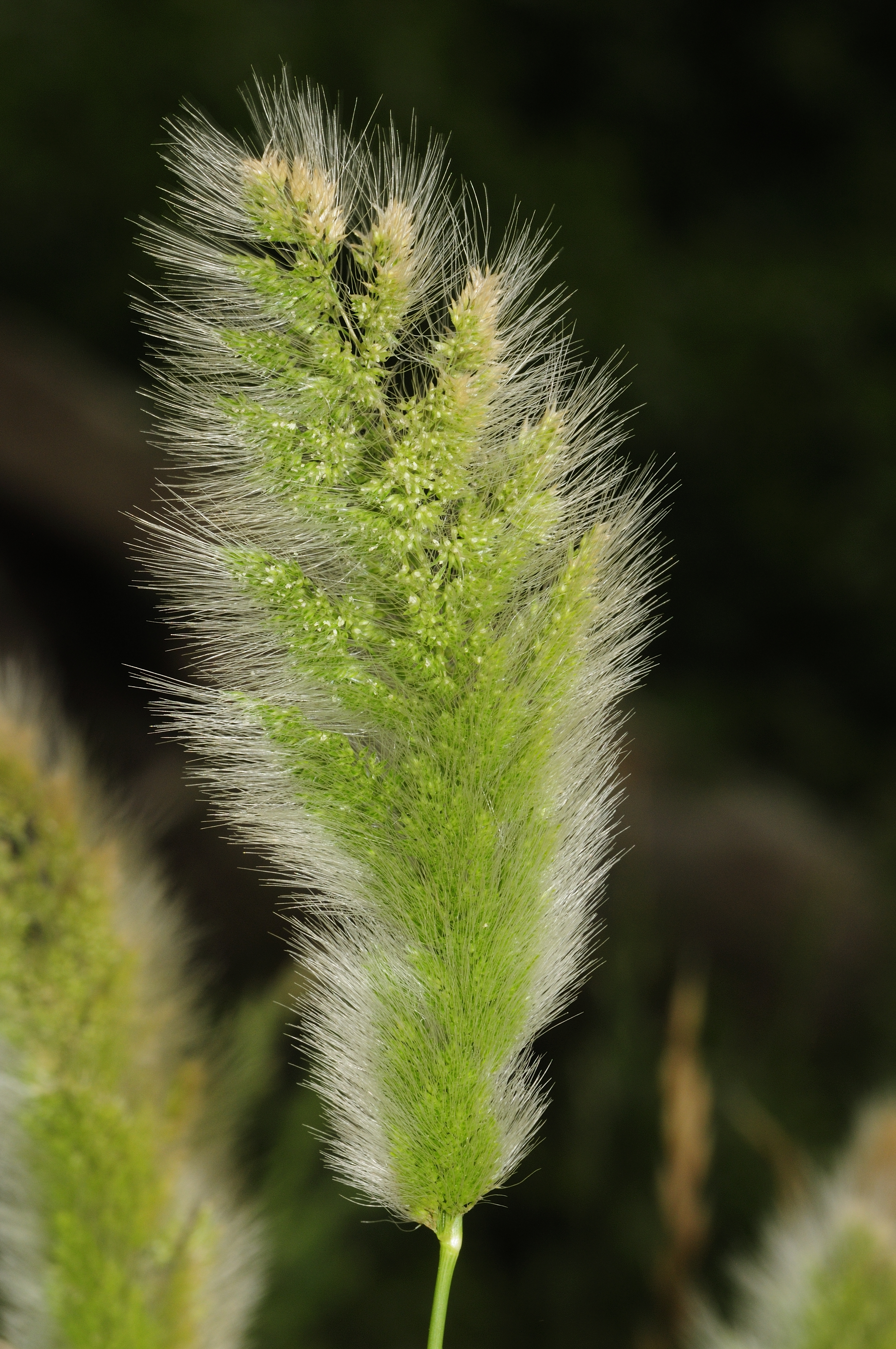
خوشه علف داسه
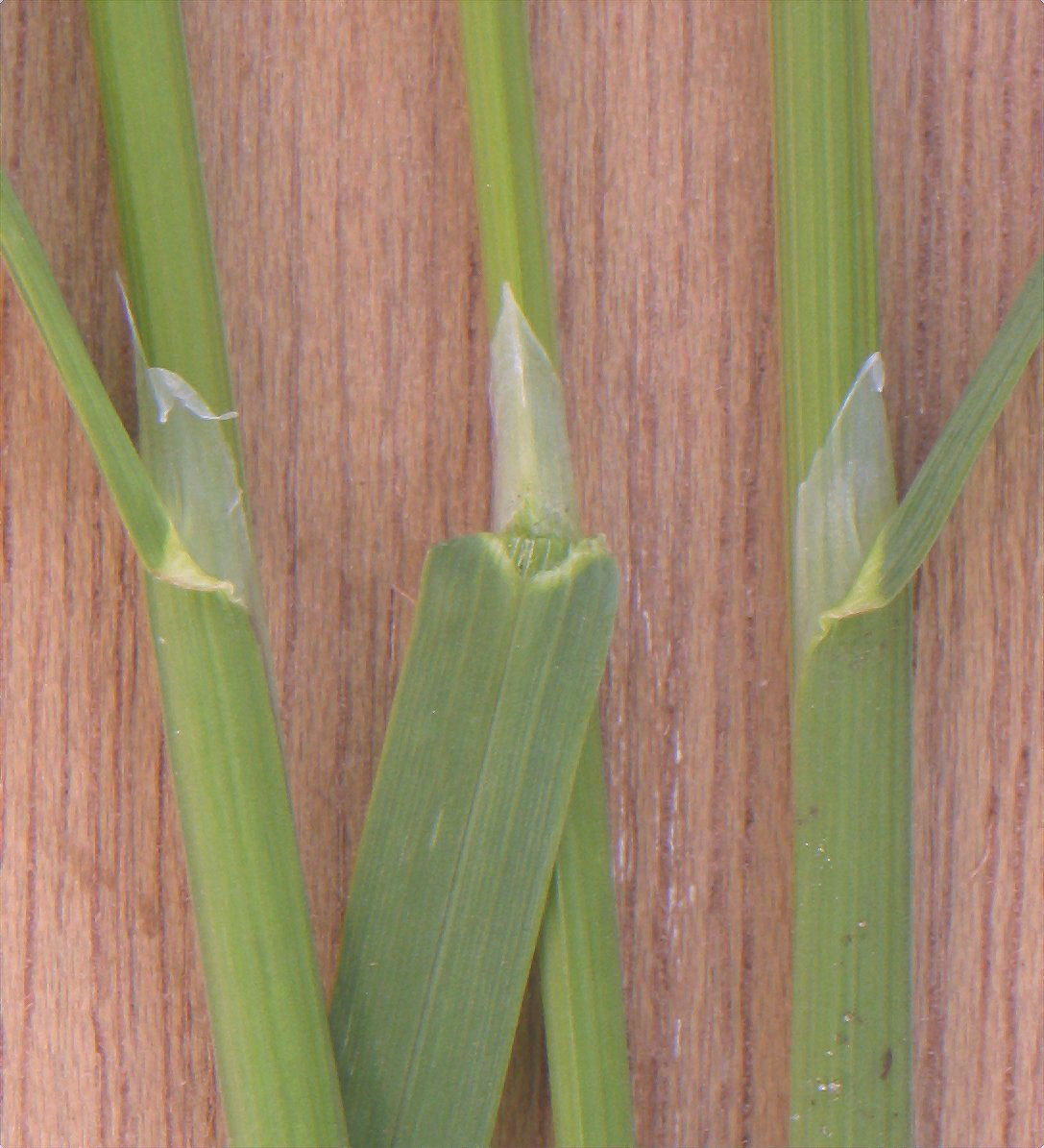
زبانک در نوعی چمن
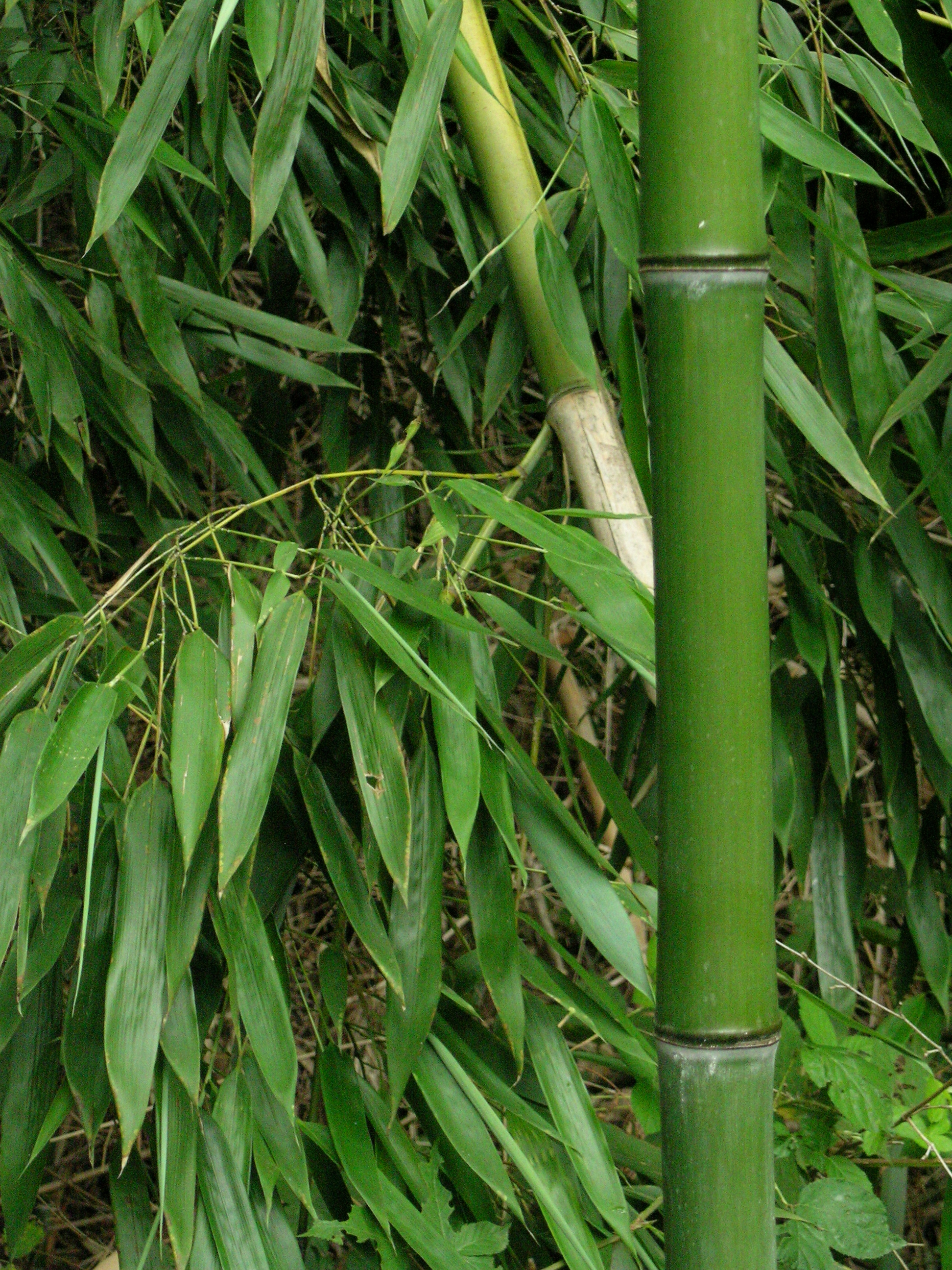
بامبو ساقه و برگ ها
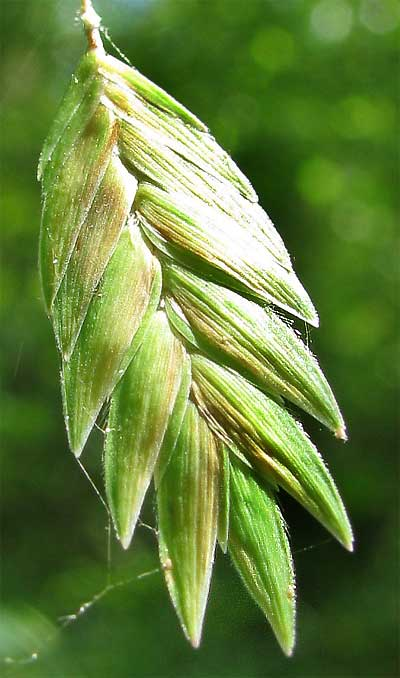
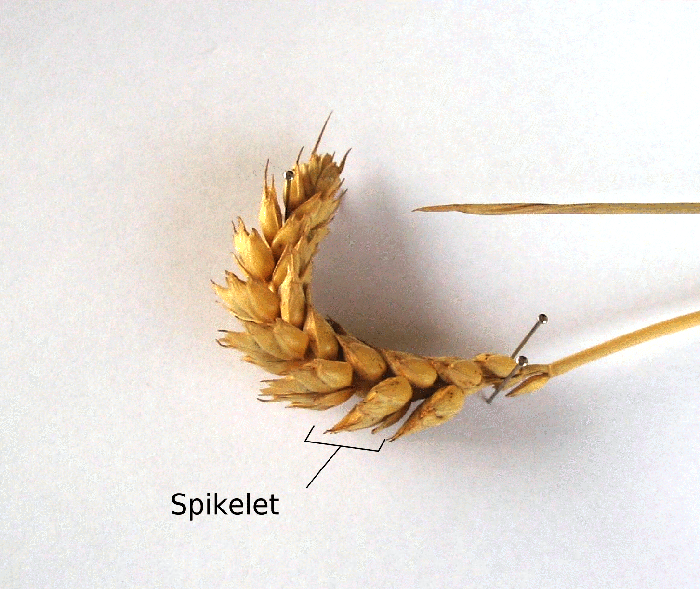
گندم
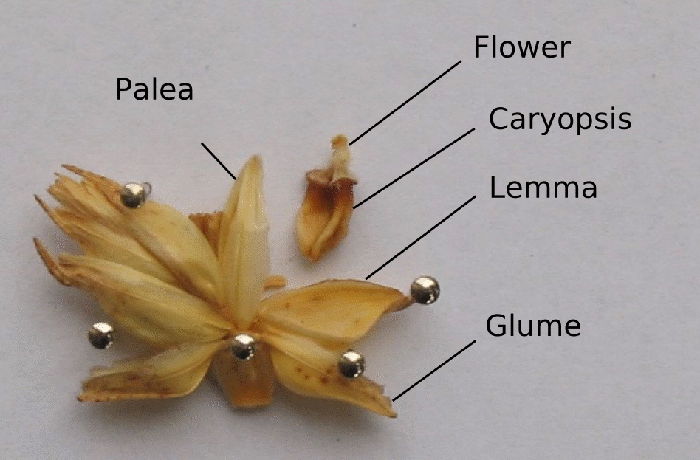
سنبلچه گندم
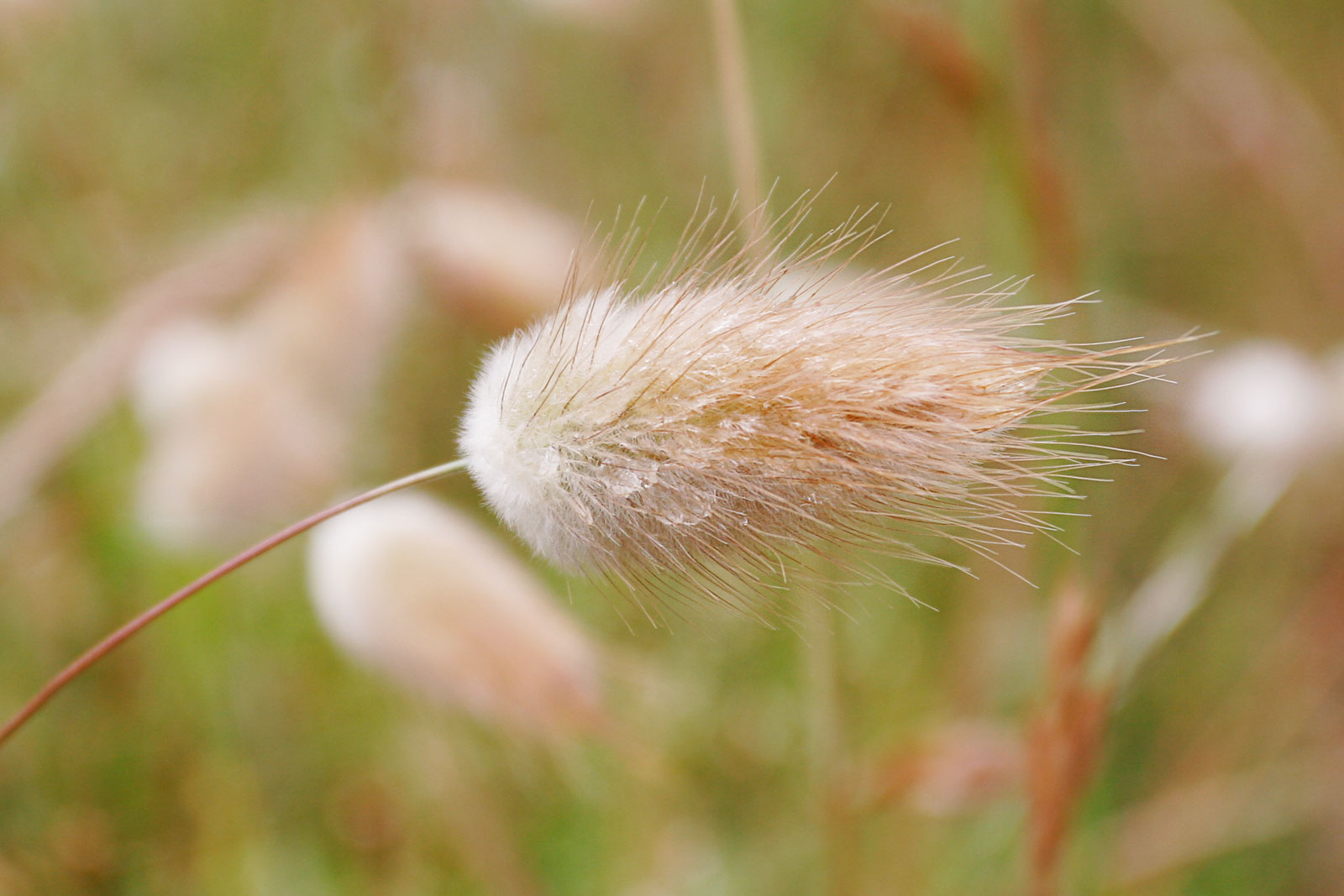
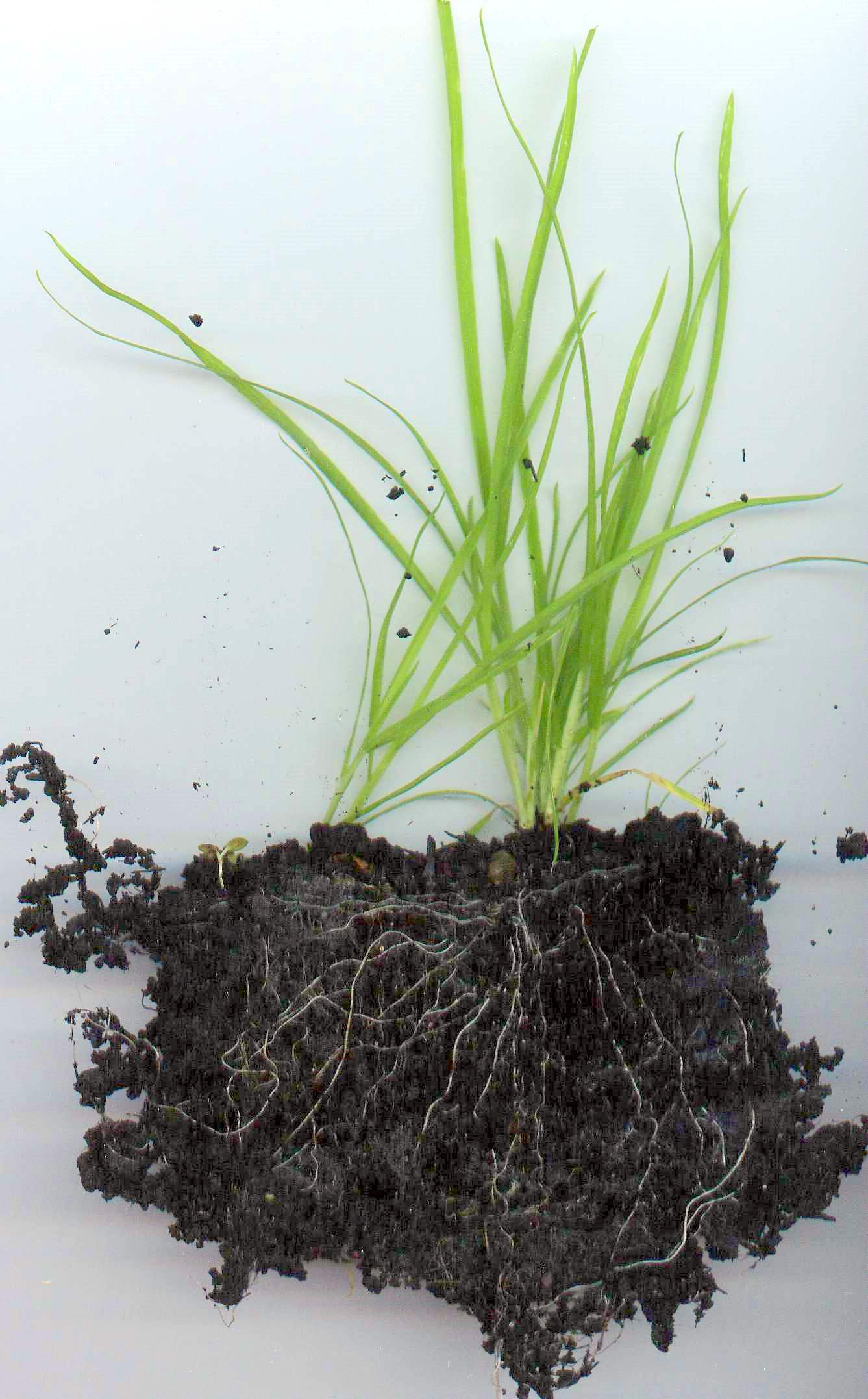
چمن
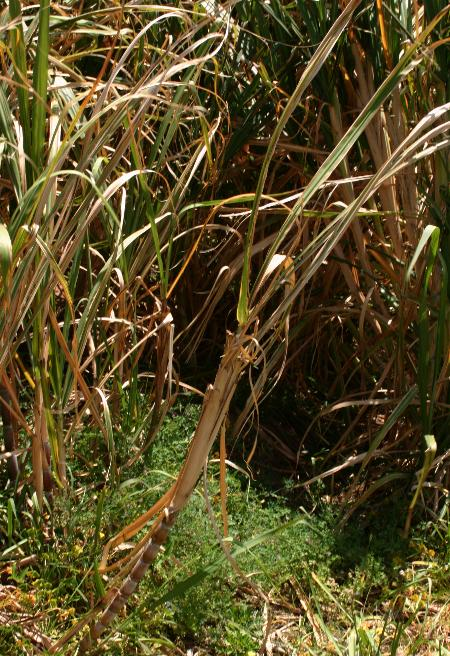
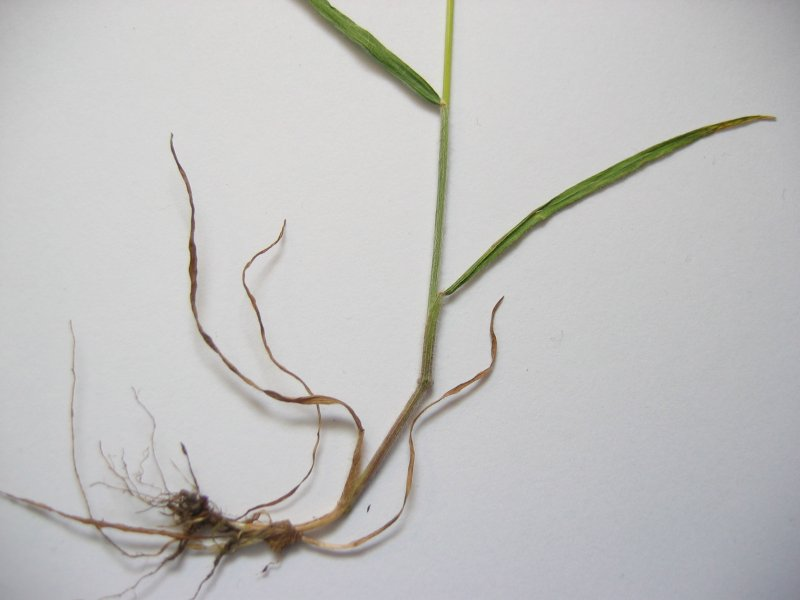
ریشه‌ها
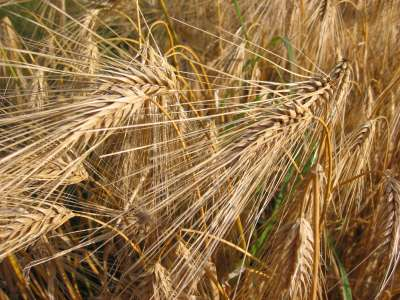
سنبله جو
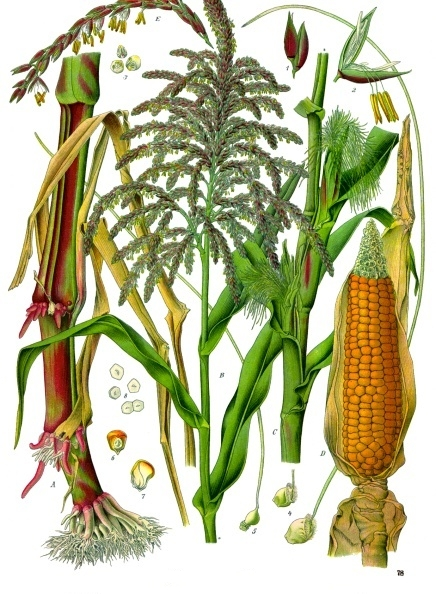
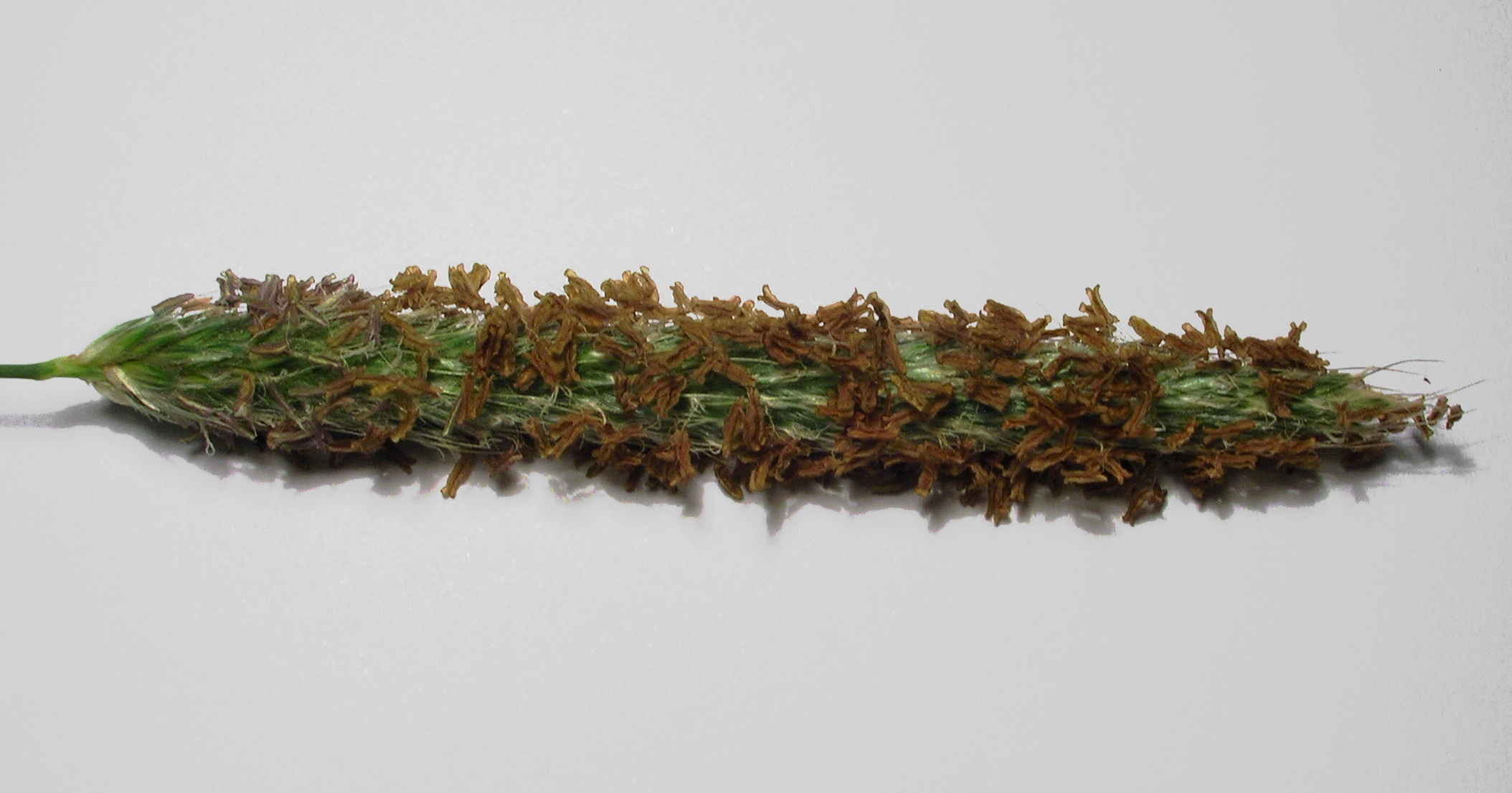
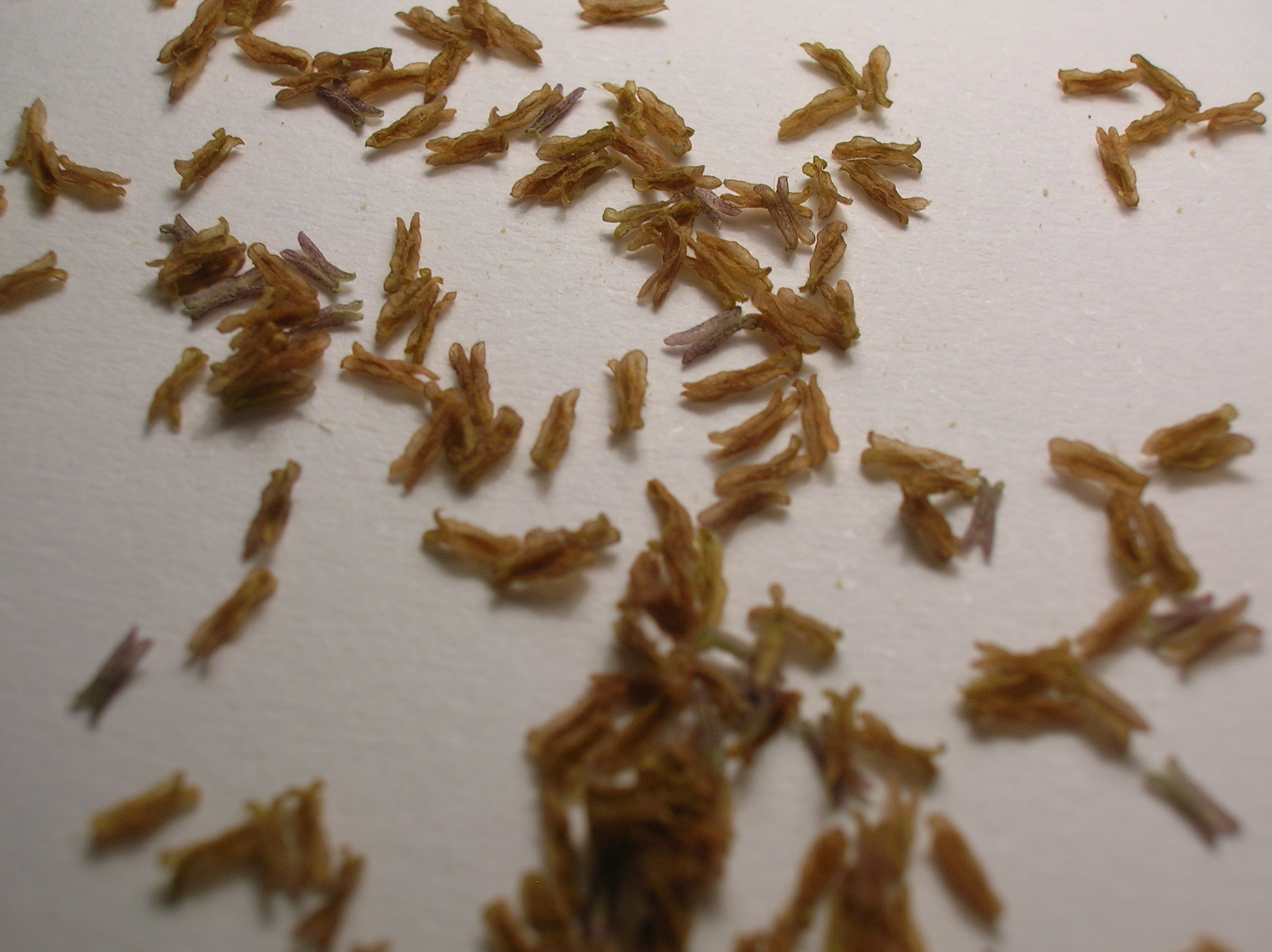
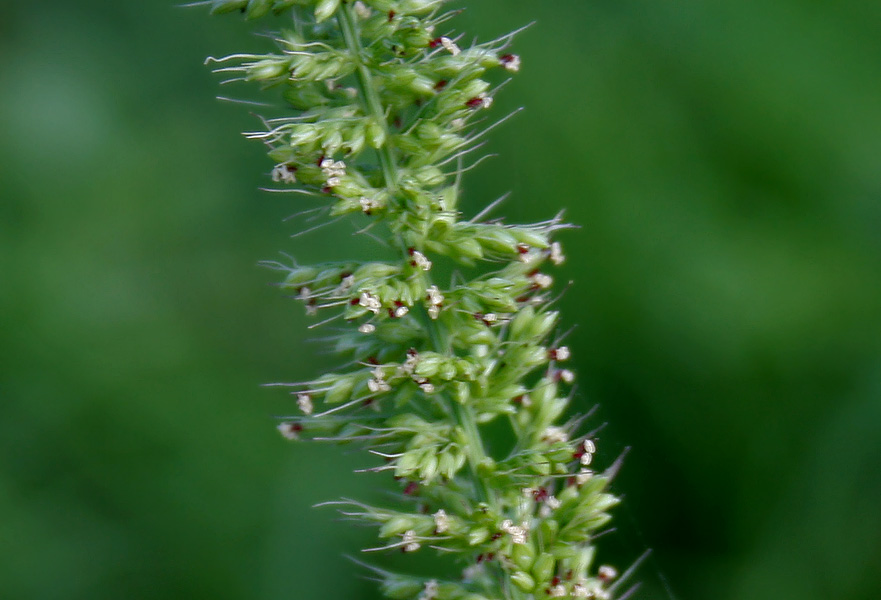
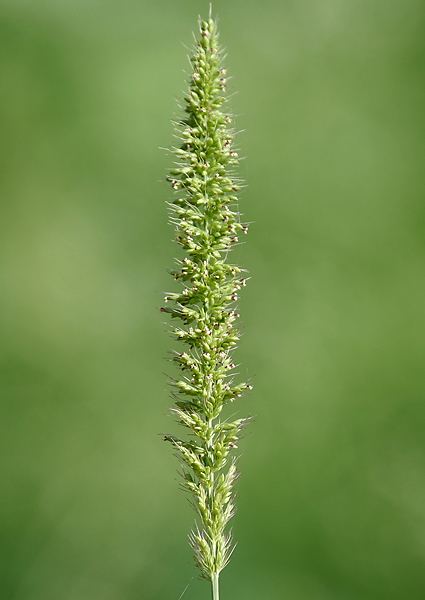

## همچنین مشاهده کنید
- چمن
- جگنیان